# Lasioglossum grande
Lasioglossum grande är en biart som först beskrevs av Meyer 1920.  Lasioglossum grande ingår i släktet smalbin, och familjen vägbin. Inga underarter finns listade i Catalogue of Life.